# Tlogoayu
Tlogoayu is een bestuurslaag in het regentschap Pati van de provincie Midden-Java, Indonesië. Tlogoayu telt 1323 inwoners (volkstelling 2010).